# Mèmnon
|  | Aquest article tracta sobre el personatge mitològic. Vegeu-ne altres significats a «Memnó». |

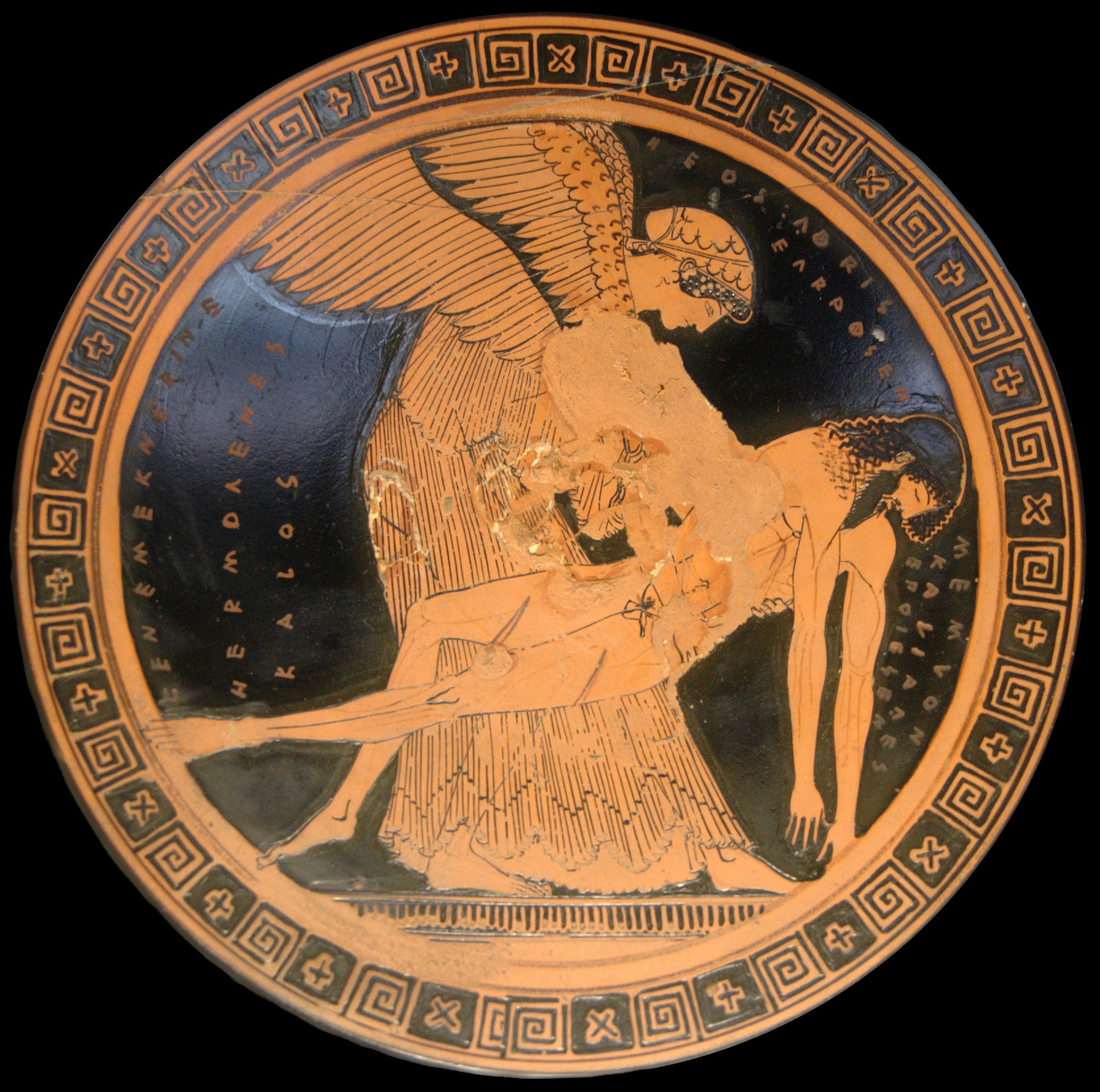
Mèmnon, gravat de Bernard Picart.

Segons la mitologia grega, Mèmnon (grec antic: Μέμνων -έμνονος. Llatí: Mĕmnōn -ŏnĭs) va ser un rei d'Etiòpia, fill de Titonos i d'Eos. Va ser criat per les Hespèrides.
Acudí en ajut de Príam, el seu oncle, durant la guerra de Troia. En un combat matà Antíloc, fill de Nèstor, però llavors s'hagué d'enfrontar amb Aquil·les i fou vençut i mort per l'heroi. Els antics suposaven que la rosada s'originà en les llàgrimes d'Eos, deessa de l'aurora, que plorava per la mort del seu fill.
Una tradició situa la tomba de Mèmnon a la desembocadura del riu Esep, a l'Hel·lespont. Cada any es reunien allà uns ocells que ploraven la mort de l'heroi. Els ocells, anomenats Memnònides, es deia que eren els companys de Mèmnon que van ser transformats després de la seva mort, o bé que eren les seves cendres, que d'aquesta forma havien adquirit la immortalitat. Els ocells es dividien cada any en dos grups que lluitaven entre ells, fins que la meitat sucumbia.
Hi ha diverses tradicions sobre la pàtria de Mèmnon, ja que es diu que era nascut a Síria, o a Susa, o a la Bactriana, a l'Àsia interior. També podia haver nascut a Egipte, a Tebes. Aquesta identificació que el fa egipci va portar a anomenar Colossos de Mèmnon unes colossals estàtues d'Amenofis III, i es deia que quan els primers raigs de l'aurora il·luminaven les estàtues sortia d'elles una música melodiosa que saludava la llum que l'enviava la seva mare.